# Касіма Сін-рю
Касі́ма Сін-рю́ (яп. 鹿島神流, *Kashima Shin-ryū*) — одна з традиційних японських шкіл бойових мистецтв (яп. 古流武術 — корю будзюцу), що виникла в період Муроматі в Японії. Основною спеціалізацією школи є кендзюцу — мистецтво володіння мечем. Стиль тісно пов’язаний зі синтоїзмом, зокрема зі святинею Касіма в префектурі Ібаракі.

## Історія
Школа Касіма Сін-рю виникла приблизно в XV столітті в регіоні Касіма. За легендою, засновники школи отримали духовне одкровення від божества бойового мистецтва Такемікадзу́чі-но-камі, якого вшановують у святині Касіма. Школа стала основою для формування інших напрямів, зокрема Касіма Сінто-рю (яп. 鹿島新當流), яку заснував Мацумото Бідзен-но-камі.

## Особливості стилю
Касіма Сін-рю орієнтована на тренування через виконання ката — формалізованих парних технік. Основними принципами є:
- духовна концентрація,
- простота й ефективність рухів,
- відчуття дистанції (ма-ай),
- єдність тіла, меча й наміру.

Велика увага приділяється внутрішньому розвитку практиканта, а не лише технічному вдосконаленню.

## Вплив
Касіма Сін-рю зробила значний внесок у розвиток японських бойових мистецтв. Її вплив простежується в:
- Кендо — сучасному спортивному фехтуванні на мечах;
- школах Касіма Сінто-рю та Каторі Сінто-рю;
- концепціях внутрішнього вдосконалення в бойових традиціях Японії.

## Відомі майстри
- Цукамото Кацуо — один із сучасних носіїв школи.
- Сато Шінсуке — майстер, який поширював Касіма Сін-рю за межами Японії.
- Оґава Мотоо — дослідник і практик традиційних шкіл.